# Цзяньян (Чэнду)
Цзянья́н (кит. упр. 简阳, пиньинь Jiǎnyáng) — городской уезд города субпровинциального значения Чэнду провинции Сычуань (КНР).

## География
Цзяньян расположен к юго-востоку от городского центра Чэнду, в долине реки Тоцзян.

## История
При империи Хань в 115 году до н. э. был образован уезд Нюбин (牛鞞县). При империи Западная Вэй в 555 году он был переименован в уезд Янъань (阳安县).
При империи Тан в 620 году была образована окбласть Цзяньчжоу (简州), в которую вошли уезды Янъань, Пинцюань (平泉县) и Цзиньшуй (金水县); администрация области размещалась в Янъане.
При империи Мин в 1373 году область была понижена в статусе до уезда, и стала уездом Цзяньсянь (简县). В 1513 году уезд был вновь поднят в статусе до области, и ей был подчинён уезд Цзыян, который при империи Цин в 1727 году был передан в область Цзычжоу (资州).
Когда после Синьхайской революции была образована Китайская республика, то в результате реформы структуры административного деления области были упразднены, и в 1913 году область Цзяньчжоу была преобразована в уезд Цзяньян (简阳县).
В 1949 году был образован Специальный район Цзычжун (资中专区), и уезд Цзяньян вошёл в его состав. В 1950 году Специальный район Цзычжун был преобразован в Специальный район Нэйцзян (内江专区). В 1970 году Специальный район Нэйцзян был переименован в Округ Нэйцзян (内江地区). В 1985 году постановлением Госсовета КНР Округ Нэйцзян был преобразован в Городской округ Нэйцзян (内江市). В 1994 году уезд Цзяньян был преобразован в городской уезд, напрямую подчинённый правительству провинции; полномочия на управление городским уездом были делегированы городскому округу Нэйцзян.
В 1998 году постановлением Госсовета КНР из Городского округа Нэйцзян был выделен Округ Цзыян (资阳地区), и полномочия на управление городским уездом Цзяньян были делегированы округу Цзыян. В 2000 году постановлением Госсовета КНР Округ Цзыян был преобразован в Городской округ Цзыян.
В 2016 году полномочия на управление городским уездом Цзяньян были переданы от городского округа Цзыян городу субпровинциального значения Чэнду.

## Население
В Цзяньяне преобладает сельское население. Подавляющее большинство жителей уезда — ханьцы, имеются также небольшие общины и, туцзя, тибетцев.

## Административное деление
Формально Цзяньян считается городским уездом, подчинённым напрямую правительству провинции Сычуань (四川省辖县级市), которое делегирует полномочия на управление им городу субпровинциального значения Чэнду (成都市代管).
Городской уезд Цзяньян делится на 4 уличных комитета, 25 посёлков и 29 волостей.

## Экономика

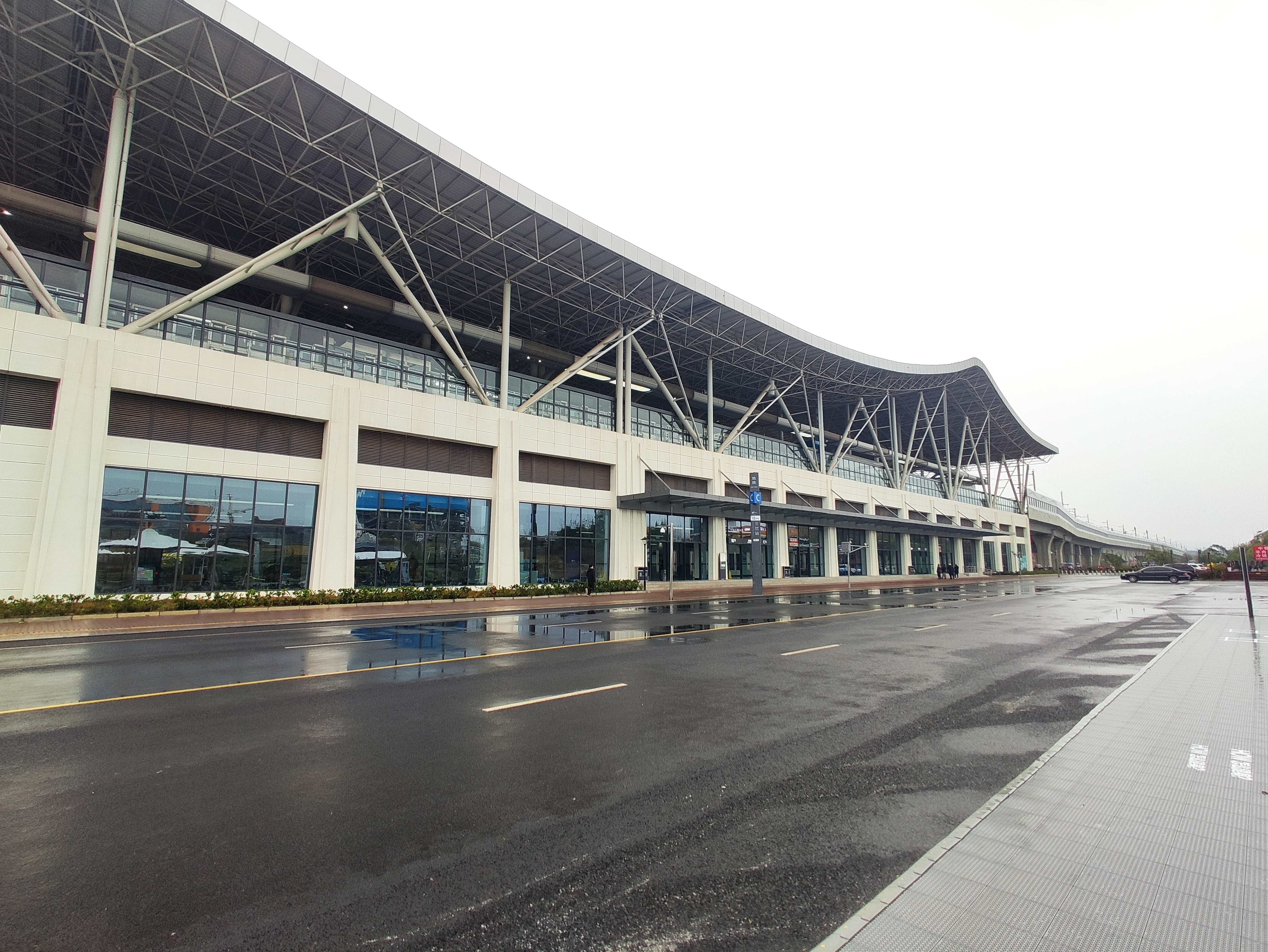
Станция метро Саньча

Цзяньян является важным транспортным, логистическим, сельскохозяйственным и промышленным пригородом Чэнду. Развитие уезда ускорилось после открытия 18-й линии метро. В уезде производят продукты питания (в том числе мясо, муку, растительное масло и напитки), шины, промышленное оборудование, лекарства, текстиль, лампы, автодетали, тракторы, инструменты и ножи.
В Цзяньяне базируются производители промышленного оборудования Sichuan Air Separation Group и Sichuan Dachuan Compressor, шинные заводы Sichuan Haida Rubber Group и Sichuan Tire & Rubber, пищевые фабрики Sichuan Ruonan Food, Sichuan Wuyou Farming Livestock и Sichuan Kebo'er Drink Industry, фармацевтическая фабрика Sichuan Jinghua Enterprise Group.
В 2025 году была создана комплексная бондовая зона международного аэропорта Тяньфу общей площадью 1,083 кв. км. Она состоит из двух участков — портового и беспошлинного. Здесь развиваются логистика, управление цепочками поставок, инновационные услуги и передовое производство.

## Транспорт

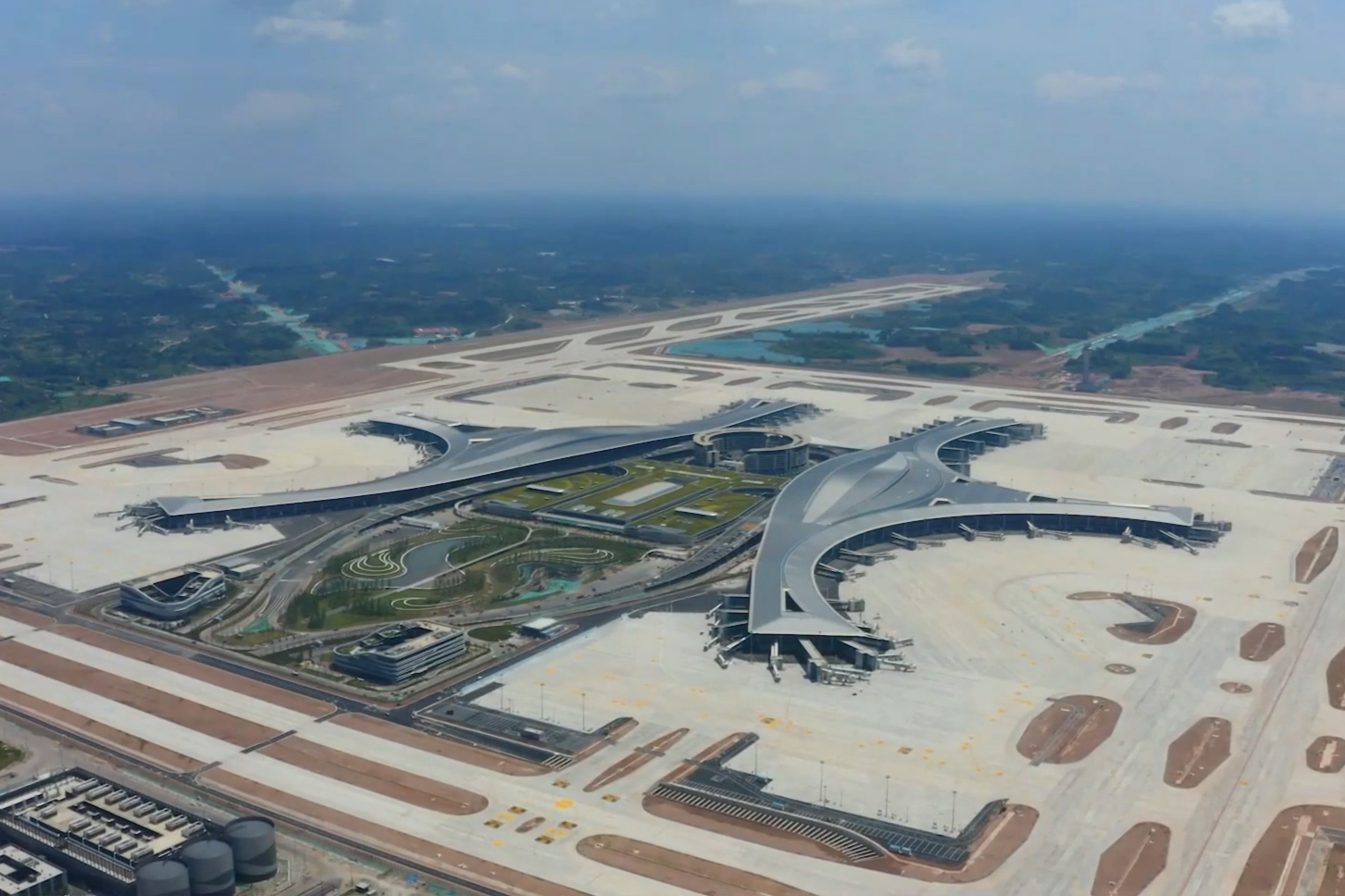
Аэропорт Чэнду-Тяньфу

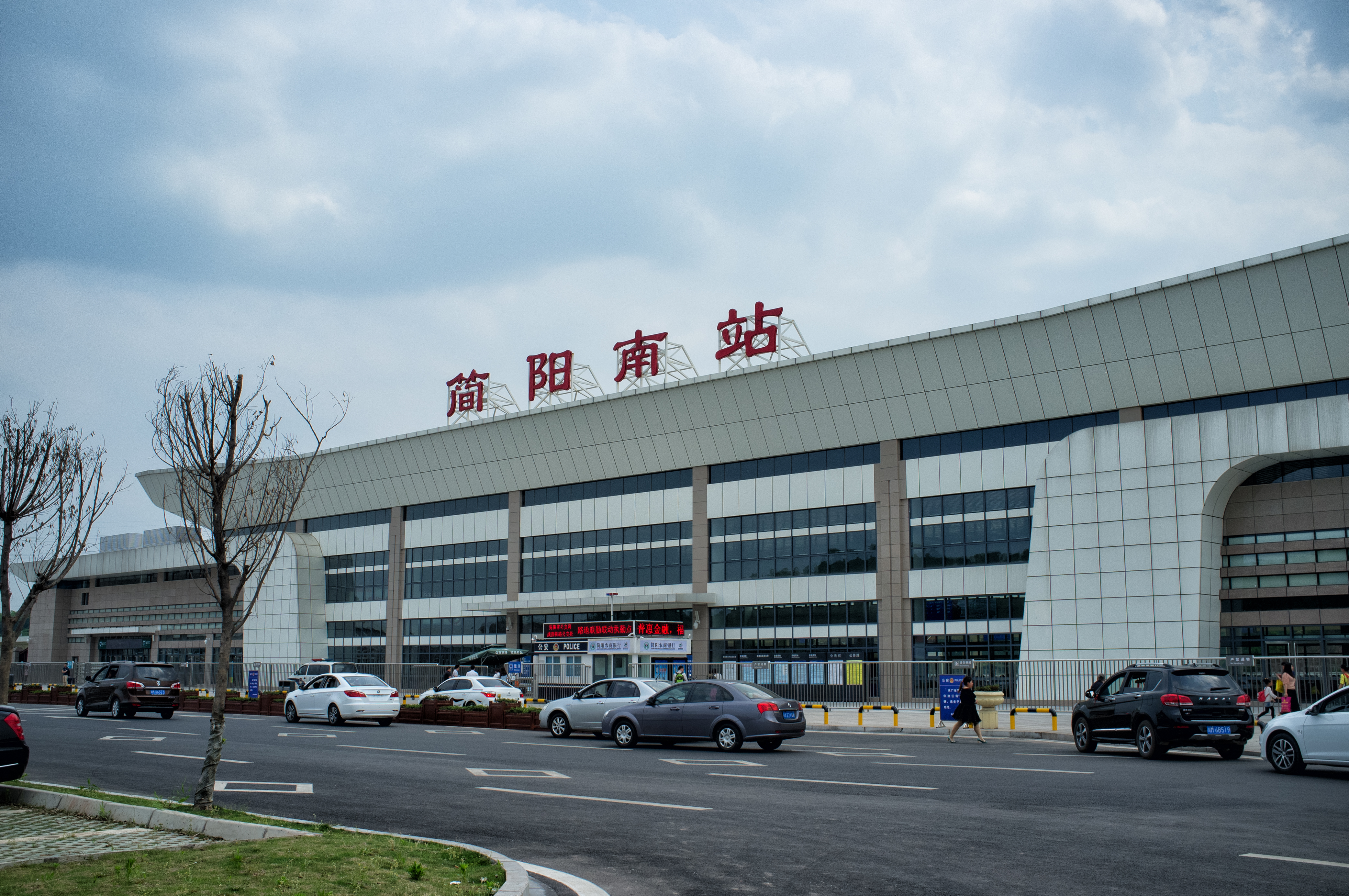
Южный вокзал Цзяньяна

### Авиационный
В июне 2021 года в Цзяньяне открылся новый международный аэропорт Чэнду-Тяньфу. Он расположен в 50 км от центра Чэнду и связан с городом скоростной автомагистралью (через Третью кольцевую дорогу), 18-й линией метрополитена Чэнду и скоростной железной дорогой Чэнду — Цзыгун. 

### Автомобильный
Через территорию Цзяньяна проходят многочисленные автомобильные дороги, в том числе Вторая кольцевая автомагистраль G4202, Третья кольцевая автомагистраль, скоростные автомагистрали G76 (Чэнду — Сямынь) и G5013 (Чэнду — Чунцин), национальные шоссе Годао 318 (Шанхай — Тибет) и Годао 321 (Гуанчжоу — Чэнду).

### Железнодорожный
Вокзал Цзяньяна обслуживает поезда на железной дороге Чэнду — Чунцин. Южный вокзал Цзяньяна обслуживает скоростные поезда на междугородней железной дороге Чунцин — Чэнду. Вокзал аэропорта Чэнду-Тяньфу обслуживает поезда 18-й линии метро и скоростной железной дорогой Чэнду — Цзыгун.